# Biserica de lemn din Ersig

Biserica de lemn din Ersig, judeţul judeţul Caraş-Severin. Foto: 2009

Pridvorul cu stâlpi sculptaţi, neobişnuiţi în Banat. Foto: 2009

Interiorul navei, spre iconostas. Foto: 2009

Biserica de lemn din Ersig se află în localitatea omonimă din județul Caraș-Severin, poartă hramul „Adormirea Maicii Domnului” și este antedatată de anul 1767 înscris pe icoanele iconostasului. Biserica este înscrisă pe noua listă a monumentelor istorice, cod LMI CS-II-m-A-11113.

## Istoric
Vechimea acestei biserici a fost aproximată în a doua jumătate a secolului 18 pe baze stilistice și formale. Curățarea icoanelor de pe iconostas, în urmă cu câțiva ani, a scos la iveală datarea din 4 ianuarie 1767 de pe friza apostolilor și, sub un strat mai nou de pictură, o însemnare pe ușile împărătești: „Aceste dveri ... leau plătit Gheorghe ... 1767”. Aceste însemnări fixează în timp cu mai multă precizie momentul de încheiere a lucrărilor de ctitorire și înzestrare a acestui lăcaș de cult.
Un al doilea rând de însemnări păstrate în biserică indică o renovare majoră în anul 1838. Pe icoana Sfântului Ioan Botezătorul stă înscris: „Ianăș Mămut chinez au dat de p[o]m[ană] 1838”. Pe icoană se poate observa cum vechea pictură transpare pe alocuri indicând o repictare la acest an. O însemnare pe friza apostolilor afirmă că „Aceștea s[fin]ții apostolii au plătit Costa Danciu 1838”. Și aici este vorba, desigur, de o repictare. O a treia însemnare contemporană cu cele două anterioare se poate citi pe icoana Maicii Domnului care afirmă următoarele: „Aceștea sfinte icone lea înpreună cu dverile și cu răstignirea de sus au plătit Petru Neagu șumari erarial 1838”. Este posibil ca pictura murală să fi fost executată în 1838 odată cu repictarea iconostasului.
O nouă etapă de înoiri este sugerată de o însemnare pe grinda peste intrarea în naos: „Spre veșnica pomenire a răposților Magdalena Milescu 1896”. Turnul improvizat în fața pridvorului a fost probabil ridicat atunci sau după aceea.
Starea bună de conservare de azi o datorăm reparațiilor de întreținere din 1979 și celei încheiate în 2007. În 1979 s-a modificat forma coifului turnului și a fost reconstruită clopotnița, separat de biserică.

## Trăsături
Biserica de lemn din Iersig este ridicată „în căței” sau „în stobori”, în graiul local. Aceasta este o structură de stâlpi prinși în tălpi și cununi. Pereții sunt formați din blane groase culcate între stâlpi și lipiți cu ciamur pe interior și exterior.

## Imagini din exterior

fațada de sud
sud-est
intrarea și fațada de apus

## Imagini din interior

crucea cu molenii peste iconostas
ușile împărătești
pisanie de la 1767 pe ușile împărătești
apostoli în iconostas și datarea din 1767
apostoli în iconostas și datarea din 1838
Ioan Botezătorul, icoană împărătească repictată în 1838
Maica Domnului, icoană împărătească
S. Mare Mucenic Gheorghe, poală de icoană împărătească
pictură murală pe boltă